# Етиленглікольдинітрат
Етиленглікольдинітрат (дінітроетиленгліколь, нітрогліколь, скор. ЕГДН) — органічна сполука з формулою C2H4O6N2((CH2ONO2)2), складний ефір азотної кислоти та двохатомного спирту етиленгліколю.
Масляниста рідина. Є потужною бризантною вибуховою речовиною та отрутою. Має нульовий кисневий баланс.
Також може використовуватись як сильний окисник в реакціях органічної хімії.
Інші назви: динітрогліколь, глікольдинітрат нітрогліколь, динітроетиленгліколь, динітрогліколь.
Пари ЕГДН дуже токсичні. При вдиханні, пари можуть проникати через неушкоджену шкіру. При потраплянні в організм викликає отруєння, часто смертельне.
Чистий етиленглікольдинітрат був отриманий бельгійським хіміком Луї Генрі (1834–1913) в 1870 році, шляхом додавання невеликої кількості етиленгліколю в суміш азотної та сірчаної кислот, охолодженої до 0 °C.
ЕГДН розкладається бактеріями штаму Bacilus subtilis з виділенням нітриту та етиленглікольмононітрату.
Як і інші органічні нітрати, динітрат етиленгліколю є судинорозширювальним засобом.

## Переваги і недоліки

### Переваги
- Проста технологія виготовлення
- Не вимагає дорогих матеріалів для синтезу
- Велика силу вибуху
- Низька (порівняно з нітрогліцерином) чутливість до зовнішніх чинників

### Недоліки
- Летюча речовина
- Дуже токсична речовина
- Найбільш ефективна в рідкому стані [5]

## Фізико-хімічні властивості

Структурна формула Етиленглікольдинітрату

### Фізичні властивості
- Прозора маслоподібна летюча рідина.
- Щільність речовини при 20 °C 1,489 г/см³,
- Температура затвердівання -21,7 °C.
- Малогігроскопічна речовина
- Розчинна в етанолі, метанолі, діетиловому етері, нітробензолі, ацетоні, нітрогліцерині та інших розчинниках.[9]
- Розчинність у воді 0,5 % за 25 °C.
- В'язкість при 20 °C — 0,421 сПа/с.
- Летючість значно вища, ніж у нітрогліцерину (2,2 мг/(см²·год) — у 20 разів більше (за іншими даними — у 8 разів та у 13 разів за Штетбахером).
- tпл. -22,5 °С
- tкип. 197,5 °С [1]
- солодкувата на смак [10]

Леткість значно вища, ніж у нітрогліцерину. Легко желатинує колоксілін при звичайній температурі.
Динітрогліколь дуже шкідливий для морських організмів

### Хімічні властивості
Хімічні властивості диглікольдинітрату аналогічні хімічним властивостям нітрогліцерину. Легко і швидко желатинує колоксилін за нормальних умов, тоді як для желатинізації нітрогліцерину потрібне нагрівання.
У вакуумі ЕГДН кипить без розкладання при 95 °C, може бути легко перегнаний з водяною парою. Утворює з нітрогліцерином евтектичні суміші із дуже низькою температурою плавлення.
ЕГДН омилюється при нагріванні з лугами:{\displaystyle {\ce {C2H2(ONO2)2 + KNO3 -> C2H2(OH)2 + 2KNO3}}}

## Чутливість до зовнішніх впливів

### До нагрівання
При обережному нагріванні малих обсягів ЕГДН можна довести до випаровування без вибуху або спалаху. На металевій пластинці ЕГДН, швидко нагрітий, спалахує з легким вибухом. При температурі до 150 °C ЕГДН виділяє жовті пари — оксиди азоту. При нагріванні до 170 °C, у невеликих кількостях нітрогліколь швидко розкладається з легким спалахом, у великих кількостях вибухає.

### До удару
~20 см (від 7 до 10 см) для вантажу 2 кг (нітрогліцерин — 4 см, ТЕН — 17 см).
| Вибухова речовина | Вага краплі (мг) | Вага вантажу що падає (кг) | Висота падіння вантажу (см) | Число ударів   | Відсоток вибухів |
| ----------------- | ---------------- | -------------------------- | --------------------------- | -------------- | ---------------- |
| Нітрогліколь      | 25               | 1                          | 20, 45, 50, 100             | 20, 50, 20, 50 | 5, 52, 60, 96    |
| Нітрогліцерин     | 34               | 0,5                        | 50, 65, 100                 | 30, 100, 50    | 24, 52, 86       |

### Хімічна стійкість
ЕГДН стійкіший за нітрогліцерин. При температурі 72 °C він витримує пробу Абеля протягом години (НГЦ протягом 10-15 хв). Нижча стійкість ЕГДН на перший погляд пояснюється невеликою дисоціацією його парів.

## Детонаційні властивості
ЕГДН легше детонує ніж нітрогліцерин. Його розширення в бомбі Трауцля, порівняно з іншими гомологічними ефірами представлено нижче:
| Капсулі з ГР | ЕГДН           | Нітрогліцерин  | Метилнітрат    |
| ------------ | -------------- | -------------- | -------------- |
| №1 (0,3 г.)  | 465 мл (71 %)  | 190 мл (32 %)  | 520 мл (84 %)  |
| №3 (0,54 р.) | -              | 225 мл (38 %)  | -              |
| №6 (1,0 г.)  | -              | 460 мл (78 %)  | -              |
| №8 (2,0 г.)  | 650 мл (100 %) | 590 мл (100 %) | 620 мл (100 %) |

З таблиці помітно, що ЕГДН детонує легше і повніше навіть у найменшому капсулі. Імовірно, це пов'язано з більш низькою в'язкістю. Висока швидкість детонації можлива за діаметра заряду більше 2,7 мм.

### Здатність до детонації
- Теплота вибуху: 6,8 МДж/кг.
- Температура спалаху : 195–200 °, 215 °.
- Теплота утворення: -358,2 ккал/кг.
- Ентальпія утворення: -381,6 ккал/кг.
- Теплоємність: 0,4 кал/г.
- Температура вибуху: 4503 К (приблизно 4230 °C).
- Швидкість детонації: 7200 м/с. За іншими даними 8300 м/c — у сталевій трубі діаметром 35 мм. Може детонувати у низькошвидкісному режимі (1500-2000 м/с).
- Бризантність: 129 % (61,9 г піску) від тротилу (пісочна проба), по Гессу 115 % (18,9 мм) від тротилу.
- Фугасність в Pb-блоці: ЕГДН має дуже високу працездатність: 620 мл при пісочній забивці (650 мл при водній).
- Працездатність у балістичній мортирі: 127-137 % від тротилу.
- Об'єм продуктів вибуху: 737 л/кг (НГЦ 713 л/кг, тол 730 л/кг).
- Критичний діаметр: 2 мм, причому детонація низькошвидкісна і поширюється не більше ніж на 100 діаметрів (20 см)[1]

## Отримання
Синтез ЕГДН дуже небезпечний, але безпечніший за синтез нітрогліцерину.

### Основні способи
Основні способи отримання етиленглікольдинітрату це:
- етерифікація етиленгліколю[1]
- нітрування етилену

### Вторинні способи
Вторинні способи отримання етиленглікольдинітрату:
- Пряме виробництво з газоподібного етилену. Цей метод був запроваджений після Першої світової війни компанією Chemische Fabrik Kalk, GmbH у Кельн-Кальку доктором Х.Оме і пізніше був запатентований у США.
- Отримання з синтезу етиленоксиду
- Отримання етилену методом Мессінга через хлоргідрин і етиленоксид
- Приготування методом Дюпона
- нітрування суміші гліцерину та етиленгліколя у присутності сірчаної кислоти[10]

## Етапи синтезу ЕГДН
У синтезі динітрогліколю застосовують етиленгліколь марки «динамітний». Етиленгліколю беруть 20 частин, на 100 частин нітрувальної суміші. Нітрувальна суміш складається з 50 % нітратної кислоти концентрацією від 90 до 98 % і 50 % сульфатної кислоти міцністю 90-98 %.
Нітрування етиленгліколю з першою нітрувальною сумішшю відбувається на обладнанні та за технологією (температурні та інші умови) для отримання нітрогліцерину
{\displaystyle {\ce {(CH2OH)2 + 2HNO3---H2SO4 -> (CH2ONO2)2 + 2H2O}}}
Альтернативна нітрувальна суміш складається з нітрату амонію та сульфатної кислоти міцністю 90-98 %
Сепарація ЕГДН проводиться так само, як сепарація нітрогліцерину з тією лише різницею, що відсепарований нітрогліколь приймають в ємність з 2-кратною кількістю холодної води. Через меншу в порівнянні з нітрогліцерином в'язкість нітрогліколю, сепарація проходить швидше ніж у нітрогліцерину
Промивання нітрогліколю проводиться аналогічно до промивання нітрогліцерину, з тією лише відмінністю, що використовують тільки холодні промивні рідини внаслідок великої леткості нітрогліколю. Промивну рідину на кожну промивку беруть у кількості, що дорівнює кількості нітрогліколю за обсягом. Промитий нітрогліколь фільтрують через фільтр.
Інший спосіб отримання нітрогліколю полягає в обробці етиленоксиду азотною кислотою і етерифікації отриманого продукту нітруючою сумішшю. Цей метод не отримав широкого поширення.

## Безпека синтезу ЕГДН
Всі операції з ЕГДН, в тому числі синтез та пластифікацію, за першим основним способом вимагають роботи в максимально провітрюваному приміщені з потужною витяжкою. Ідеальним варіантом є проведення синтезу на відкритому повітрі, стараючись не дихати випарами. Також, належить працювати в рукавичках та захисному одязі і бажано окулярах та захисном склі для обличчя.
Синтез та операції з ЕГДН не можна проводити біля відкритого вогню, джерела іскри. Треба запобігати утворення електростатичного заряду (наприклад шляхом заземлення), а також не піддавати реагенти чи продукт тертю або ударам. Також бажано не палити на території де відбуваються роботи з ЕГДН.
У випадку пожежі при синтезі треба використати розпилювачі води, порошок, піну, вуглекислий газ, уникати контакту з водою, якою іде пожежогасіння, а також триматись подалі від місця пожежі, бо ця пожежа має потенціал до вибуху.
Бажано не допускати потрапляння ЕГДН в природнє середовище. Якщо динітрогліколь потрапив десь поза операційною діяльністю, його треба в захисному костюмі зібрати в контейнери, які щільно закриваються. Залишки ж треба абсорбувати інертним абсорбентом, або зібрати піском.

## Тестування продукту

### Спосіб 1.
Взяти одну краплю ЕГДН і підпалити її сірником. Якщо крапля згорає слабким зеленкуватим полум'ям з шипінням — то це якісний ЕГДН.

### Спосіб 2
Покласти одну краплю ЕГДН на металеву пластину і сильно вдарити молотком. Від гучного звуку вибуху має закласти вуха на деякий час. Це — показник якісного ЕГДН.
Для обидвох цих тестувань дуже важливо використовувати 1 краплю ЕГДН, а також, тримати основну речовину якомога далі від місця тестування.

## Пластифікація

### Перший спосіб
Пластифікація динітрогліколю потрібна для випадків, коли працювати з рідиною незручно. Пластифікація знижує потужність нітрогліколю, але додає стабільності вибуховій суміші. Залежність між потужністю і стабільністю є обернено пропорційною. Пластифікований у колоксиліні нітрогліколь називається "гримучий студень".

### Другий спосіб
Інший спосіб пластифікації — це утворення порошку з ЕГДН. Технологія цього процесу достатньо проста: в нітрогліколь насипається флегматизатор до повного насичення і добре вимішується. В якості флегматизаторів можуть виступати наступні речовини:
- Піроксилін
- Селітра
- Крейда
- Глина
- Кізельгур
- Тальк
- Житнє обсмажене борошно
- Оксид магнезії, магнезія в порошку[16]

## Токсичність ЕГДН
При гострому отруєнні ЕГДН відчувається:
- пульсуючий головний біль[17]
- гіпотонія,
- тахікардія, аритмія[18]
- нудота, блювання.[19]
- почервоніння обличчя, біль у животі[17]
- слабкість[12]
- запаморочення
- делірій, пригнічення ЦНС[17]
- подразнення шкіри[17]

Симптоми можуть проявлятись не зразу, тобто бути відтермінованими.
Було описано десятки випадків раптової смерті молодих і здорових робітників, які тривалий час стикалися з ЕГДН та нітрогліцерином у виробництві вибухових речовин.
ЕГДН більш леткий, ніж нітрогліцерин, і швидше всмоктується через шкіру.
Загибель зазвичай настає через 30-60 годин після припинення роботи з глікольдинітратом, при явищах стенокардії та гострої серцевої недостатності.
У працівників, задіяних у виготовленні ЕГДН, виявляли інші неврологічні порушення: безсоння, брадикардія, депресія, непритомність, які не залежать від судинної недостатності .
Існує думка, що під впливом дії ЕГДН порушується синаптична передача та процеси обміну в проміжному відділі головному мозку..
ЕГДН легко всмоктується через шкіру. Всмоктування — одне з основних джерел отруєння ЕГДН. Саме легка всмоктуваність робить ЕГДН причиною отруєння і смерті тих, хто з ним працює. У робітників, які користувалися захисними гумовими рукавичками, знаходили на шкірі кистей рук 0,1-1 мг ЕГДН.
Мінімальна доза, що викликає біль у людини при нанесенні на шкіру, 18-35 мл 1 % спиртового розчину ЕГДН.
Повторний отруєння призводить до помітної толерантності, а коротка відсутність впливу може призвести до раптової смерті.

## Застосування

### Яквибухова речовина
Сам по собі ЕГДН застосовується як бризантна вибухова речовина в ролі основного заряда для бомб. Однак в силу своєї токсичності ЕГДН не застосовується у військовій вибухотехніці та гірських роботах. Своє призначення ЕГДН знайшов у терористичній діяльності, де токсичність не є недоліком. В складі бомби ЕГДН може виступати як детонатор для ігданіту.
Крім того, ЕГДН застосовується у сумішах з нітрогліцерином у виробництві незамерзаючих динамітів для застосування за низьких температур (зазвичай у співвідношенні 50:50). Ці суміші є менш потужними, ніж чистий ЕГДН,
Крім того, динітроглікольнітрат можна пластифікувати у гримучий студень, чи герметизувати до динаміту. Також, ЕГДН використвовується у виробництві детонітів, доповнення в АСВВ та інших ВР. У Другу Світову війну на виробництві вибухівки дефіцит нітрогліцерину в динаміті закривали додаванням ЕГДН.
Наразі в США розробляється біорозкладна вибухівка на основі бактерій та ЕГДН.
Динітрогліколь використовувався у виробництві вибухових речовин для зниження температури замерзання нітрогліцерину, щоб виробляти динаміт для використання в хоолодному кліматі та погодних умовах. Завдяки своїй леткості він слугував міткою для виявлення деяких пластикових вибухових речовин, наприклад Semtex.

### Якотруйний агент
ЕГДН також може бути застосований, як отруйний агент. Тут його застосування широке в силу його властивостей: розприскування в атмосфері закритих приміщень, намазування на місця контакту матерії з шкірою жертви, підсипання в їжу чи напої, насичення колючо-ріжучих предметів речовиною.

## Виявлення
Пари нітрогліколю виявляються за допомогою спектрометрії іонної рухливості з використанням іонів хлорид-реагенту. Іншим способом виявлення є хроматографія, рідинна з термоенергетичним аналізатором або ж газова хроматографія з детектором захоплення електронів.

## Перша допомога при отруєнні ЕГДН
Речовина може потрапити в організм при вдиханні його аерозолю, через шкіру та при ковтанні.
Характерною ознакою отруєння ЕГДН є аномальне падіння кров'яного тиску у потерпілого.
У випадку потрапляння ЕГДН в очі, їх треба негайно промити кількістю води, час від часу піднімаючи нижню та верхню повіку, опісля звернутись до лікаря. При роботі з ЕГДН не можна носити контактні лінзи. У випадку потрапляння на шкіру, шкіру треба промити водою з милом, та звернутись до лікаря.
Якщо ЕГДН потрапив на одежу то одежу треба негайно зняти і промити шкіру водою з милом. У випадку, якщо хтось надихався парів ЕГДН, то його негайно треба вивести на свіже повітря, при зупинці дихання треба робити дихання рот в рот. Потерпілого треба тримати в теплі і негайно звернутись за медичною допомогою. Також є інший спосіб описаний в літературі. Крім описаного вище, література пропонує постраждалому дати 100 грам горілки. Автори вважають етиловий спирт антидотом ЕГДН.
В картках Міжнародної організації Праці, стосовно отруєння ЕГДН сказано, що вживання етилового спирту тільки погіршує клінічну картину отруєння нітрогліколем.
У випадку проковтування нітрогліколю, треба негайно звернутись до лікаря, викликати блювання у потерпілого і дати йому прополоскати рот водою.